# Gary Thain
Gary Thain, né le 15 mai 1948 à Christchurch et mort le 8 décembre 1975 à Norwood Green, est un bassiste de rock néo-zélandais connu pour avoir fait partie du Keef Hartley Band et de Uriah Heep.

## Biographie

### De la Nouvelle-Zélande à l'Angleterre
Gary Thain est né le 15 mai 1948 à Christchurch en Nouvelle-Zélande. Il a deux frères plus âgés que lui, Arthur et Colin, et fait ses études dans une école catholique de Christchurch appelée Xavier Collège. Il est un élève calme et un peu taciturne, qui s'intéresse à la musique et au football et prend aussi des cours de guitare.
Gary gagne un concours de chant dans son lycée en interprétant Where Have All the Flowers Gone  une chanson de Pete Seeger et Joe Hickerson, popularisée notamment par Peter, Paul and Mary en 1962. Il fonde son premier groupe, The Strangers, avec son frère Arthur (chant et guitare), Graeme Ching (guitare rythmique) et Dave Beattie (batterie). Ensemble, ils enregistrent entre 1963 et 1965, trois singles, dont le dernier comporte la première composition de Gary, I'll Never Been Blue, il n'a alors que seize ans.
En 1965, The Strangers se séparent et Gary, alors âgé de 17 ans seulement, part pour l'Australie. Rapidement, il fait partie des Secrets dont les autres membres sont Derek Wright (chant, guitare solo), Paul Muggleston (chant et guitare rythmique) et Wayne Allen (batterie). Le quatuor n'enregistre qu'un seul single dont la face B, You're Wrong est en partie une composition de Gary, avant de se séparer. Gary et Paul Muggleston s'envolent alors pour le Royaume-Uni pour rejoindre Dave Chapman (chant & guitare) et Peter Dawkins (batterie) avec qui ils tournent en Angleterre, Écosse, Pays-de-Galles et en Allemagne sous le nom de "Me and the Others".

### Premiers pas en tant que musicien professionnel
En 1967, alors que Me and the Others a cessé d'exister, Gary rejoint le groupe aux influences jazzy, New Nadir. Font également partie de ce trio, Ed Carter (guitare) et Mike Kowalski (batterie) avec qui Gary joue essentiellement pendant près de six mois dans des clubs suisses. En même temps, le trio sert aussi parfois de musiciens d'accompagnement pour le groupe féminin de rhythm and blues The Toys. Ils enregistrent un album pour le label Witchseason en 1967 mais il ne parut jamais. Néanmoins, en 2009, le label Feathered Apple Records sort une compilation intitulée Uncovered qui regroupe des titres de New Nadir et de Me and the Others.

### Avec Keef Hartley
En 1968, alors que New Nadir vient de se séparer, Gary auditionne pour le nouveau groupe du batteur Keef Hartley qui vient de se faire virer par John Mayall. À la suite d'un appel de Marshall Chess, président du label Chess Records qui cherche à signer de nouveaux talents issus du british blues, à Mike Vernon (producteur entre autres des albums de Mayall), Hartley réunit autour de lui Gary Thain, Paul Rodgers et Paul Kossoff avec qui il enregistre trois titres qui seront envoyés à Chess. Malheureusement il n'y a aucun retour de la part de Chess, alors Hartley et Thain forment le Keef Hartley Band, tandis que Rodgers et Kossof créent Free.
Gary Thain enregistre six albums (dont un en public) avec le Keef Hartley Band. Le groupe change souvent de personnel mais il en sera le seul, avec Hartley, membre permanent du groupe pendant son existence de 1969 à 1972. Après avoir enregistré son premier album, Halfbreed, le Keef Hartley Band participe au fameux Festival de Woodstock. Il joue le samedi seize août 1969 aux alentours de seize heures quarante cinq, juste après Santana et John Sebastian. Malheureusement, il n'existe aucun document filmé de cet événement, le manager du groupe exigeant un cachet de 2 000 dollars pour que la performance du Keef Hartley Band soit filmée, ce que l'organisation du festival refusa; L'enregistrement sonore a fini par être disponible. Il joue aussi la même année au Bath Festival of Blues (28 juin 1969) aux côtés de Led Zeppelin, Fleetwood Mac ou Ten Years After.
Pendant ces années avec Keef Hartley, Gary Thain a aussi l'occasion de jouer ou enregistrer aux côtés de Jimi Hendrix (celui-ci avait rejoint le groupe sur scène lors d'un concert londonien), de Champion Jack Dupree (sous le pseudo de Wallace Tring) ou de Martha Velez.

### Avec Uriah Heep
Début 1972, Gary Thain reçoit un coup de fil de la part de Ken Hensley (clavier/guitariste de Uriah Heep), qui lui demande de rejoindre le groupe, bien que Gary soit surtout un bassiste de blues et de jazz. Ce dernier accepte la proposition. Il apprend rapidement les compositions que le groupe jouait sur scène et rejoint Uriah Heep à Los Angeles pour un concert donné au Whisky a Go Go. Quelques mois après sortira Demons and Wizards, le premier album studio de Gary avec Uriah Heep, trois autres plus un album live suivront de 1972 à 1974 et seront les plus grands succès du groupe, raflant de nombreux disques d'or et d'argent aux États-Unis et en Grande-Bretagne,.
Le 15 septembre 1974, lors d'un concert au Moody Coliseum de Dallas, Texas, Gary reçoit un violent choc électrique sur scène pendant que le groupe interprète July Morning. Il souffrira d'une sévère électrisation (santé) et de brûlures et le groupe doit annuler le reste de sa tournée. Gary ne s'en remet pas vraiment, il reste cloué trois semaines sur un lit d'hôpital et succombera plus tard à l'attrait de l'héroïne.
Gary retourne sur scène avec Uriah Heep le 14 octobre 1974 à Manchester pour honorer une tournée anglaise. Suit une tournée en Australie avec une date à Auckland en Nouvelle-Zélande et trois concerts en Grande-Bretagne dont le dernier, le 14 décembre 1974 à Oxford, sera l'ultime prestation scénique de Gary avec Uriah Heep.

### De la séparation avec Uriah Heep à sa mort
Souffrant de dépression et de son addiction à l'héroïne, et étant en conflit ouvert avec Gerry Bron, le manager d'Uriah Heep, Gary quitte le groupe fin janvier 1975. Le conflit porte sur le fait que Bron, ne pensant qu'aux intérêts du groupe, ne se montre pas très conciliant après l'accident de Gary et voulait que le groupe remonte aussi vite que possible sur scène sans se préoccuper vraiment de la santé de Gary. La séparation est déclarée à l'amiable, mais dans une interview donnée au magazine de rock américain Circus, Ken Hensley déclarera que Gary se plaignait du peu de progrès musical dans le groupe et de la part de plus en plus grande de la partie "business".
Après son départ de Uriah Heep, Gary retourne à l'hôpital et a même des problèmes avec la loi anglaise, évitant de justesse un séjour en prison en promettant de se soigner.
Le 8 décembre 1975 il est retrouvé mort dans la salle de bains de son appartement de Norwood Green à Londres par sa dernière compagne, Yoko. Son cœur, déjà affaibli, a lâché lors d'une overdose d'héroïne. Il fait son entrée dans le tristement célèbre Club des 27, en décédant au même âge que Jimi Hendrix, Jim Morrison, Brian Jones, Janis Joplin ou plus tard Kurt Cobain et Amy Winehouse.

### Vie privée
En 1973, il épouse sa première femme Carol (d'origine allemande) qui lui donne une fille appelée Nathalie en 1974. Elle le quitte en emmenant leur fille alors qu'il est hospitalisé à la suite de son accident de Dallas. Ils divorcent pendant l'hiver 1974 et il se remarie peu de temps plus tard avec la japonaise, Mika. Le mariage ne dure que très peu de temps et ils divorcent pendant l'été 75.

## Matériel et jeu
Gary Thain joue principalement sur des basses Fender Precision ou Fender Jazz. Du temps du Keef Hartley Band, il utilise des amplificateurs "Impact" avant de changer pour des "Acoustic 371" composés d'un amplificateur "Acoustic 370" et d'un cabinet de baffle "Acoustic 301" équipé d'un haut parleur "Cerwin Vega" de 18 pouces , lorsqu'il rejoint Uriah Heep.
Gary n'utilise jamais de médiator, il se contente de jouer avec ses doigts dans le style des bassistes de jazz.

## Discographie

### Keef Hartley Band
- Halfbreed (1969)
- The Battle of North West Six (1969)
- The Time Is Near (1970)
- Overdog (1971)
- Little Big Band (live) (1971)
- Seventy-Second Brave (1972)

### Uriah Heep
- Demons and Wizards (1972)
- The Magician's Birthday (1972)
- Uriah Heep Live (1973)
- Sweet Freedom (1973)
- Wonderworld (1974)
- Live at Shepperton '74 (1986)

### Participations

#### The Strangers
- My Blue Heaven / The Dark of the Top of the Stairs - single (1963)
- Pretend / Alright - single (1964)
- Can't Help Forgiving You - I'll Never Been Blue - single (1965)

#### The Secrets
- It's You / You're Wrong - single (1966 en musique)

#### New Nadir
- Me and the Others - Uncovered (compilation) (2009)

#### Champion Jack Dupree
- Scooby Dooby Doo (album) (1969)
- Ba La Fouche / Kansas City - single (1969)

#### Martha Velez
- Friends and Angels (album) (1970)

#### Miller Anderson
- Bright City (album) (1971)

#### Peter York Percussion Band
- The Peter York Percussion Band (album) (1972)

#### Ken Hensley
- Proud Words On a Dusty Shelf (album) (1973)